# Dositeewo
Dositeewo (bułg. Доситеево) – wieś w południowej Bułgarii, w obwodzie Chaskowo, w gminie Charmanli. Według danych Narodowego Instytutu Statystycznego, 31 grudnia 2011 roku wieś liczyła 306 mieszkańców.
Wioska znajduje się w skrajnych częściach południowo-zachodniego Sakaru, w dolinie Maricy.
Dawniej wieś nazywała się Sjuli kjoj.
Głównym zajęciem mieszkańców jest rolnictwo i hodowla zwierząt.
Instytucje publiczne:
- kmetstwo
- cerkiew
- dom kultury

Znane osoby:
- Kirił Petkow – olimpijski medalista w zapasach